# 伊達実氏
伊達 実氏（だて さねうじ）は、江戸時代の前期の武士。仙台藩一門第二席・亘理伊達氏第5代当主。

## 生涯
承応3年（1654年）、仙台藩一門岩出山伊達氏第2代当主・伊達宗敏の次男として生まれる。幼名は兵力。
初めは伊達敏清と名乗ったが、延宝5年（1677年）1月に中村姓を下賜されると、名を中村宗氏と改めて別家を興し、一家の家格を与えられ100貫（1,000石）を分知された。
天和2年（1682年）1月25日、亘理伊達氏第4代当主・伊達基実が跡継ぎの無いまま急死すると、本藩は基実の従弟・藤吉（亘理元篤）を跡取りとし、知行は1,000貫（10,000石）を残して召し上げるという裁定を下した。しかし基実の母・清霄院と亘理家中はこの裁定に猛反発して亘理領の完全相続を要求し、同時に藤吉の父である涌谷領主伊達宗元（清霄院の兄）が幼少を理由に入嗣辞退を申し入れたこともあり、宗氏を基実の妹・虎乙の婿として当主に迎えたいと願い出て（天和の訴願）、2月11日にこの訴えが認められ、宗氏が亘理伊達氏第5代当主となった。
宗氏は領内の統治に努め、元禄8年（1695年）には家臣団に黒印状を発給して知行を確定させた。宝永4年（1707年）に家督を嫡男・村成に譲り隠居した。実氏は鹿島村に屋敷を構え、亘理城下の末家（ばっけ）に窯を築いて御庭焼を始めた。これが末家焼の起こりである。享保元年（1716年）、この年に将軍となった徳川吉宗の諱を避けて実氏と改名した。
享保2年（1717年）7月8日死去。享年64。昭和49年（1974年）、大雄寺の実氏霊屋が、実元霊屋・成実霊屋と共に亘理町より文化財指定を受けた。

## 系譜
- 父：伊達宗敏
- 母：千代鶴（石川宗敬の娘）

- 養父：伊達基実

- 正室：虎乙（伊達宗成の娘）
  - 伊達村成 - 第6代当主
  - 伊達四郎 - 伊達敏親養子。早世
  - 女子 - 大條道頼室

```
　　　　　　　　　　　┏伊達宗元━━亘理元篤（藤吉）
　　　　　　伊達宗重━┫
　　　　　　　　　　　┗清霄院　　┏伊達基実
　　　　　　　　　　　　　┣━━━┫
　　　　　┏伊達宗実━━伊達宗成　┗虎乙　　　　　　┏伊達村成
伊達政宗━┫　　　　　　　　　　　　　┣━━━━━━┫
　　　　　┗伊達宗泰━━伊達宗敏━┳伊達実氏（宗氏）┗伊達四郎
　　　　　　　　　　　　　　　　　┃
　　　　　　　　　　　　　　　　　┗伊達敏親（宗親）

```